# Гайніхен (Тюрингія)
Гайніхен (нім. Hainichen) — громада в Німеччині, розташована в землі Тюрингія. Входить до складу району Заале-Гольцланд. Складова частина об'єднання громад Дорнбург-Камбург.
Площа — 5,31 км2. Населення становить 193 ос. (станом на 31 грудня 2021).

## Галерея

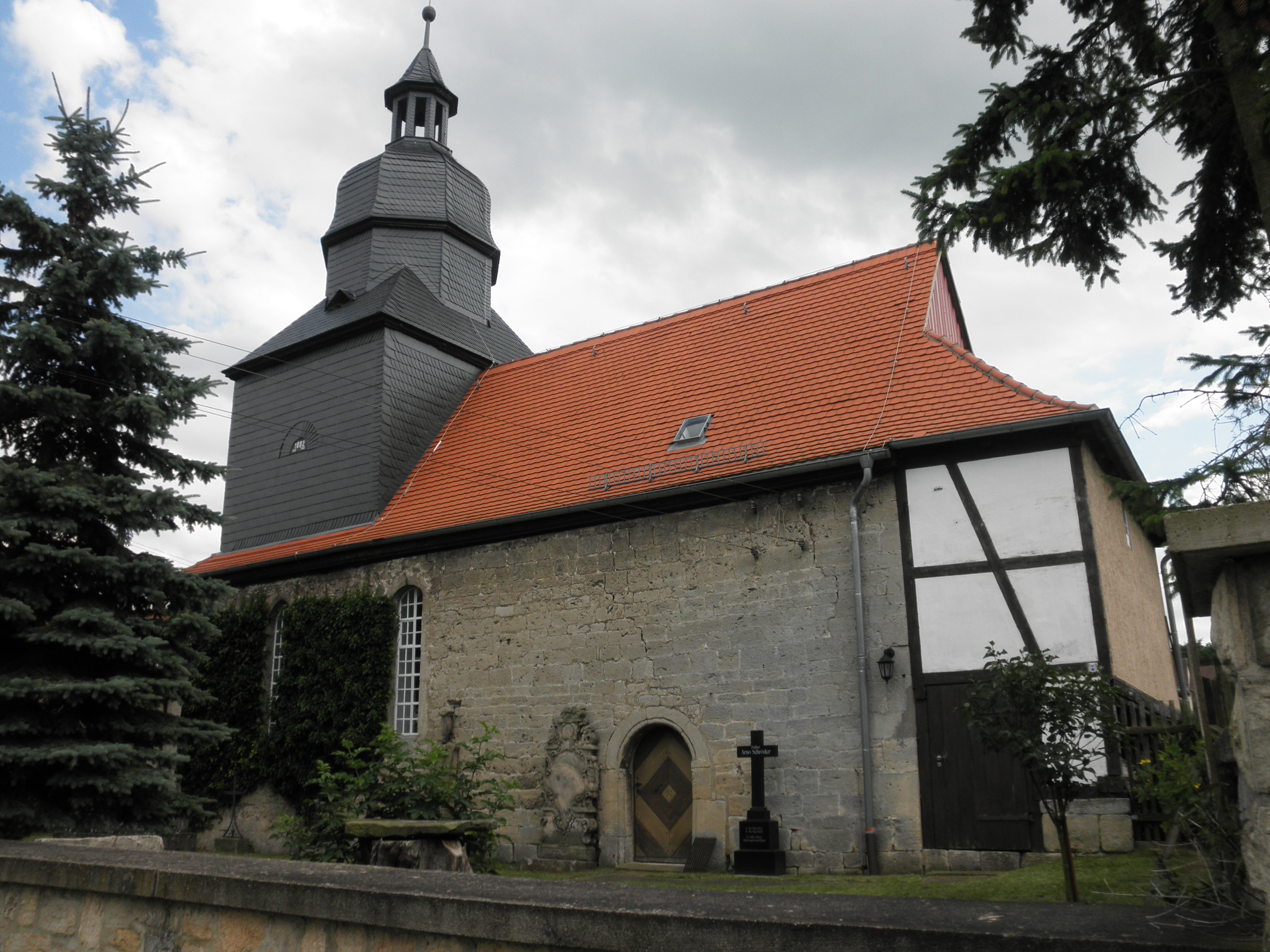